# Mílion
El Mílion (Grec: Μίλιον o bé Μίλλιον, Míllion; Turc: Milyon taşı) va ser un monument erigit a principis del segle iv a Constantinoble (l'actual Istanbul, a Turquia). Era el mil·liari o marcador romà d'Orient de quilòmetre zero, el punt de partida per a la mesura de les distàncies de totes les carreteres que conduïen a les ciutats de l'Imperi Romà d'Orient. Així, complia la mateixa funció que la Fita d'Or (Milliarium Aureum) al fòrum de Roma. L'edifici amb cúpula del Milió es recolzava sobre quatre grans arcs i va ser ampliat i decorat amb diverses estàtues i pintures. Va sobreviure a la Quarta Croada i a la conquesta otomana de Constantinoble el 1453, però a principis del segle xvi ja havia desaparegut. Durant les excavacions dels anys seixanta del segle xx, se'n van descobrir alguns fragments parcials sota cases de la zona.

## Història i descripció

### Època romana
Quan l'emperador Constantí I el Gran va reconstruir la ciutat de Bizanci per convertir-la en la seva nova capital imperial, que va nomenar Nova Roma, va imitar conscientment moltes de les característiques de la «Vella Roma». Entre aquests es trobava el Mílion: era un mil·liari coronat per una cúpula, construïda a la primera regió de la ciutat, prop de les antigues muralles de Bizanci, al principi de la principal via de la nova ciutat, la Mese (Μέση Οδός), que en aquell punt formava un revolt. El nou edifici va complir el mateix paper que la Fita d'or de Roma: es considerava com l’origen de totes les carreteres que conduïen a les ciutats europees de l'Imperi Romà d'Orient i, a la seva base, estaven inscrites les distàncies entre Constantinoble i les principals ciutats de l’Imperi. El monument estava situat a l'oest de l'Augustaum i era molt més complex que el seu homòleg romà. Es pot descriure com un doble arc de triomf coronat per una cúpula, el qual estava suportat per quatre arcs. Va ser coronat per les estàtues de Constantí I el Gran i la seva mare Helena de Constantinoble mirant cap a l'est; entre elles dues s'erigia una creu. Una estàtua de Tique, la deessa de la bona fortuna de la ciutat, símbol pagà, es va situar darrere d’ells.
Des de principis del segle vi, l'edifici es va convertir en una estació cada vegada més important del cerimonial imperial. Justinià I hi va afegir un rellotge de sol, mentre que Justí II el Jove adornava la part inferior amb les estàtues de la seva dona Sofia, la seva filla Aràbia i la seva neboda Helena. El monument també estava adornat amb escultures eqüestres de Trajà, Hadrià, Teodosi II el Jove i una quadriga de bronze d'Hèlios.
Durant la primera meitat del segle viii, les voltes de l'edifici van ser adornades pels emperadors Filípic i Anastasi II amb pintures dels concilis ecumènics passats, però durant l'època iconoclasta, l'emperador Constantí V les va substituir per escenes de l'hipòdrom.
Durant l'Imperi Romà d'Orient sota la dinastia dels Comnens, el Mílion, a causa de la seva posició estratègica, va ser testimoni de baralles a la ciutat, com les entre Nicèfor III Botaniates i Aleix I Comnè, o les entre les tropes imperials i l'emperadriu Maria d'Antioquia, que des d’aquesta posició controlava l'Augustaeum.
En el període 1268 a 1271, després de la fi de l'Imperi Llatí, el Mílion —juntament amb Augustaeum— va passar a ser propietat de l'església de Santa Sofia.

### L'època otomana
Després de la conquesta otomana de Constantinoble el 1453, el monument va romandre intacte fins a finals del segle xv. Va desaparèixer possiblement a principis del segle xvi, a causa de l'ampliació de l'aqüeducte proper i la posterior erecció del proper suterazi (Turc: "torre d'aigua", literalment "escala d'aigua").
En els anys 1967 i 1968, després d’estudis teòrics sobre la ubicació del monument i després de l'enderroc de les cases situades damunt seu, les excavacions van revelar alguns fonaments i un fragment (ara re-erigit com a pilar) pertanyent al monument. Aquestes restes es podrien identificar positivament com a pertanyents al Mílion gràcies a la seva proximitat a una part de la canalització romana doblegada. Això sembla indicar l'angle de la desapareguda Mese, segons van informar les fonts literàries.
Les restes del monument es troben a Istanbul, al districte d’Eminönü, al barri de Cağaloğlu, a l'angle nord de la plaça de Santa Sofia, i a prop de la cisterna de la Basílica.